# Viper (game thủ)
Park Do-hyeon (tiếng Hàn Quốc: 박도현; sinh ngày 19 tháng 10 năm 2000), tên sử dụng thi đấu là Viper, là 1 vận động viên thể thao điện tử chuyên nghiệp người Hàn Quốc thi đấu bộ môn Liên Minh Huyền Thoại cho đội tuyển Hanwha Life Esports. Trong suốt sự nghiệp của mình, anh ấy đã vô địch League of Legends Pro League (LPL) 1 lần, vô địch League of Legends Champions Korea (LCK) 1 lần và vô địch Chung kết thế giới 1 lần.
Viper ra mắt trong đội hình Griffin vào năm 2017, thi đấu tại giải KeSPA Cup 2017 cùng với Sword, Tarzan, Rather và Lehends. Đội đã lọt vào top 8 KeSPA Cup và giành suất tham dự LCK. Viper và Griffin đã có những thăng hoa khi đạt vị trí á quân LCK và tham dự CKTG. Sau những thành công ban đầu, Viper gặp phải những khó khăn khi Griffin gặp vấn đề nội bộ. Anh chuyển đến Hanwha Life Esports nhưng không đạt được kết quả như mong đợi. Bước ngoặt đã đến vào năm 2021, khi anh chấp nhận gia nhập EDward Gaming và cùng EDG gặt hái những danh hiệu cao quý nhất trong sự nghiệp, bao gồm chức vô địch LPL mùa hè 2021 và chức vô địch CKTG cùng năm. Cuối năm 2022, anh quyết định quay lại mái nhà xưa HLE và cùng đội gianh được chức vô địch LCK mùa hè 2024.
Thành tích cá nhân của Viper bao gồm các giải thưởng như giải MVP LPL, lọt vào đội hình tiêu biểu thứ nhất và thứ 2 của LPL 2 lần, lọt vào đội hình tiêu biểu thứ 2 LCK 2 lần và lọt vào đội hình tiêu biểu thứ 3 LCK 1 lần

## Sự nghiệp
Viper ra mắt trong đội hình Griffin vào năm 2017, thi đấu tại KeSPA Cup 2017, cùng với Sword, Tarzan, Rather và Lehends. Xạ thủ này đã giúp đội tuyển lọt vào top 8 sau khi đánh bại APK Prince và Afreeca Freecs. Mặc dù vậy, đội vẫn phải nỗ lực để lên thi đấu tại LCK. Họ đã làm được điều đó với việc bất bại trong giải CK Mùa Xuân 2018 với thành tích 14-0. Tại vòng thăng hạng, họ đánh bại MVP với tỉ số 3-1, giành được suất tham dự LCK Mùa Hè 2018.
Đội của Viper ngay lập tức cho thấy tiềm năng lớn, với sự bổ sung của Chovy ở vị trí đường giữa, họ giành vị trí thứ 2 trong mùa giải, đủ điều kiện tham dự Chung kết Khu vực. Tại đây, họ để thua Gen.G với tỉ số 2-3, cắt đứt hy vọng đến với CKTG của Griffin.
Viper tiếp tục gắn bó với Griffin vào năm 2019, đạt vị trí thứ 2 cả ở LCK Mùa Xuân và LCK Mùa Hè. Điều này giúp họ trực tiếp giành vé tham dự CKTG 2019, nơi họ đạt hạng 5-8 sau thất bại 3-1 trước Invictus Gaming. Mặc dù có những tranh cãi nội bộ trong tổ chức Griffin và sự bất mãn xung quanh CvMax, Viper vẫn ở lại với đội, nhưng họ chỉ đạt vị trí thứ 10 ở LCK Mùa Xuân 2020, dẫn đến việc xuống hạng và phải thi đấu ở giải CK. Viper gia nhập Hanwha Life Esports cho mùa giải hè, nhưng chỉ đạt vị trí thứ 9 với thành tích thắng 2, thua 16, chỉ thắng được SeolHaeOne Prince và Team Dynamics một lần.
Bước sang năm 2021, Viper gia nhập EDward Gaming, nơi anh lại có được một đội hình thi đấu tốt xung quanh mình. Họ đạt vị trí thứ 3 tại LPL Mùa Xuân 2021, thua trước nhà vô địch cuối cùng là Royal Never Give Up. Tại LPL Mùa Hè 2021, Viper và đồng đội đã đánh bại FunPlus Phoenix trong trận chung kết để giành chức vô địch LPL sau 4 năm chờ đợi và một suất tham dự trực tiếp CKTG 2021. Tại CKTG 2021, Viper và EDG đã xuất sắc lật đổ "đế chế DWN KIA" và lên ngôi vô địch. Viper đã chọn vị tướng xạ thủ Aphelios để làm trang phục vinh danh.
Cuối năm 2022, Viper chia tay với EDG để quay trở lại Hàn Quốc, trở về mái nhà xưa HLE. Mùa giải LCK 2023 không mấy khởi sắc với Viper và HLE khi họ đều nhận thất bại trước Gen.G và KT Rolster lần lượt ở bán kết nhánh thắng và bán kết nhánh thua ở cả giải mùa xuân và mùa hè. Và tại vòng loại khu vực LCK 2023, Viper và HLE nhận 2 trận thua đáng tiếc trước KT và Dplus KIA, Viper và HLE không có suất tham dự CKTG 2023 được tổ chức tại Hàn Quốc.
Ở mùa giải 2024, với tham vọng vô địch LCK, HLE đã mang về người đi rừng giàu kinh nghiệm Peanut, đường trên Doran và hỗ trợ Delight từ Gen.G. Nhưng ở giải mùa xuân, họ chỉ xếp hạng 3 chung cuộc sau khi thua Gen.G và T1 lần lượt ở chung kết nhánh thắng và chung kết nhánh thua.
Ở giải LCK mùa hè 2024, HLE quyết định giữ nguyên bộ khung thi đấu. Sau giai đoạn vòng bảng, HLE đứng vị trí thứ 2 với thành tích thắng 14 và thua 4, chỉ xếp sau Gen.G. Ở vòng loại trực tiếp, cả GEN và HLE đều cho thấy sức mạnh hủy diệt khi đánh bại DK và T1 với tỷ số 3-0 ở 2 trận bán kết nhánh thắng. Trong lần gặp nhau đầu tiên (chung kêt nhánh thắng), GEN đánh bại HLE với tỷ số 3-1. Tuy nhiên, Viper cùng đồng đội nhanh chóng trở lại sau chiến thắng 3-1 trước T1 ở chung kết nhánh thua và xuất sắc lên ngôi vô địch sau khi chiến thắng 3-2 trước chính GEN ở trận chung kết tổng. Với thành tích này, họ có mặt tại CKTG 2024 với tư cách hạt giống số 1 của LCK và giành vị trí 5-8 chung cuộc sau khi thua Bilibili Gaming ở tứ kết.

## Thành tích từng mùa giải
| Năm  | Đội           | Quốc nội | Quốc nội  | Quốc nội  | Quốc tế                 | Quốc tế            |
| Năm  | Đội           | Giải     | Giai đoạn | Giai đoạn | Mid-Season Invitational | Chung kết thế giới |
| Năm  | Đội           | Giải     | Xuân      | Hè        | Mid-Season Invitational | Chung kết thế giới |
| ---- | ------------- | -------- | --------- | --------- | ----------------------- | ------------------ |
| 2018 | Griffin       | LCK      | DNQ       | 2         | DNQ                     | DNQ                |
| 2019 | Griffin       | LCK      | 2         | 2         | DNQ                     | 5-8                |
| 2020 | Griffin       | LCK      | 10        | DNQ       | DNQ                     | DNQ                |
| 2021 | EDward Gaming | LPL      | 3         | 1         | DNQ                     | 1                  |
| 2022 | EDward Gaming | LPL      | 7-8       | 3         | DNQ                     | DNQ                |
| 2023 | Hanwha Life   | LCK      | 4         | 4         | DNQ                     | DNQ                |
| 2024 | Hanwha Life   | LCK      | 3         | 1         | DNQ                     | 5-8                |

## Giải thưởng và vinh danh
Quốc tế
- 1 lần vô địch Chung kết thế giới – 2021[4]

LPL
- 1 lần vô địch LPL – Hè 2021[2]
- 1 lần MVP LPL – Xuân 2021[5]
- 1 lần tân binh tiêu biểu LPL – Xuân 2021
- 2 lần lọt vào đội hình tiêu biểu thứ nhất của LPL – Xuân 2021, Hè 2021
- 2 lần lọt vào đội hình tiêu biểu thứ hai của LPL – Xuân 2022, Hè 2022

LCK
- 1 lần vô địch LCK – Hè 2024[3]
- 2 lần lọt vào đội hình tiêu biểu thứ hai của LCK – Xuân 2024, Hè 2024
- 1 lần lọt vào đội hình tiêu biểu thứ ba của LCK – Hè 2023